# Humanistiska och teologiska studentkåren
Humanistiska och teologiska studentkåren vid Lunds universitet (HTS) är en studentkår för studenter (utom doktorander) som studerar vid Humanistiska och teologiska fakulteterna vid Lunds universitet. Utbildningar som HTS studiebevakar är filosofi, teologi, språkämnen, litteraturvetenskap, historia, konst- och musikvetenskap, arkeologi, etnologi, kulturvetenskap, religionsvetenskap samt PPE-programmet (praktisk filosofi, politik, ekonomi).
Tillsammans med Kristianstad studentkår organiserar HTS även lärarstudenterna vid lärarutbildningen som är förlagd vid Campus Helsingborg. 
Kåren grundades den första juli 2010 genom en sammanslagning av Lunds humanistkår och Lunds teologkår. Sammanslagningen föranleddes av kårobligatoriets avskaffande och Lunds universitets krav att studentkårer måste omfatta minst en hel fakultet, men hade diskuterats i omgångar sedan införandet av fakultetskårer 1995.
Humanistiska och teologiska studentkåren är medlem i Sveriges förenade studentkårer, Lunds universitets studentkårer och Studentlund. Sedan grundandet har kåren sina lokaler i Humanistkårens gamla lokaler i Språk- och litteraturcentrum.

## Presidialer
| Period                                | Ordförande                               | Vice ordförande            |                    |
| Vice ordförande med utbildningsansvar | Vice ordförande med studiesocialt ansvar |                            |                    |
| 2010/2011                             | Hanna Gunnarsson                         | Jonna Engström             |                    |
| 2011/2012                             | Hanna Maria Skoglund                     | Sam Leissner Vive          |                    |
| 2012/2013                             | Clara Lundblad                           | Angelica Kauntz            |                    |
| 2013/2014                             | Oskar Styf                               | Hanna Stenfelt             | Therese Whass      |
| 2014/2015                             | Filippa Wieselgren                       | Susanne Persson            | Lukas Olsson       |
| 2015/2016                             | Ronja Lundgren                           | Oskar Johansson            | Viktor Andersson   |
| 2016/2017                             | Amanda Bjernestedt                       | Daniel Kraft               | Sissela Sjöberg    |
| 2017/2018                             | Oskar Hansson                            | Alexander Nymark           | Lovisa Tillström   |
| 2018/2019                             | Gustav Ekström                           | Elisabeth Jensen Haverling | Saga Cornelius     |
| 2019/2020                             | Linnea Karlsson                          | Cornelia Andersson         | Marina Hansson     |
| 2020/2021                             | Emma Svensson                            | Axel Lindberg              | Josefin Malmberg   |
| 2021/2022                             | Carl-Johan Mellin                        | Emelie Olsson              | Nora Karlsson      |
| 2022/2023                             | Linnea Landegren                         | Johanna Kaspersson         | Lotta Flink        |
| 2023/2024                             | Mia Huovilainen                          | Anton Skäppegård           | Katarina Davidsson |
| 2024/2025                             | Emma Börjesson                           | Nils Breding               | Felix Lantz        |
| 2025/2026                             | Elisabeth Roos Lindell                   | Alva Karlsson              | Sunny Yahyapour    |